# نسخه اولیه (مجموعه تلویزیونی)
در برابر آینده با نام اصلی نسخه اولیه (به انگلیسی: Early Edition) یک مجموعه تلویزیونی فانتزی ماجراجویی آمریکایی است. این سریال توسط شبکه سی‌بی‌اس تولید و از ۲۸ سپتامبر ۱۹۹۶ تا ۲۷ مِه ۲۰۰۰ پخش می‌شد.

## خلاصه داستان
داستان سریال در شهر شیکاگو می‌گذرد و دربارهٔ گری هابسون (کایل چندلر)، مردی است که به طرز عجیبی هر روز صبح یک نسخه از روزنامهٔ شیکاگو سان-تایمز را، یک روز قبل از چاپ آن بدست می‌آورد. او با کمک دوستانش سعی می‌کند جلوی حوادث تلخی که قرار است در آن روز اتفاق بیافتند را بگیرد.
گری مدتیست که از همسرش جدا شده و دوستی به نام چاک (فیشر استیونس) که کارگزار بورس است دارد. چاک دستیار اصلی او در جلوگیری از وقوع حوادث است. گری هر روز با مشکلات و موانع زیادی روبرو می‌شود و سعی می‌کند با زمان‌بندی و برنامه‌ریزی از بروز حوادث مختلف جلوگیری کند. او با افراد مختلفی آشنا می‌شود و حتی با بعضی از آن‌ها دوست می‌شود، اما این دوستی به خاطر مشغله‌های گری ادامه پیدا نمی‌کند. بعدها به‌طور اتفاقی و با کمک روزنامه، گری و چاک صاحب کافه رستورانی می‌شوند که پاتوق همیشگی‌شان بود.

## بازیگران و شخصیت‌ها

### اصلی
- کایل چندلر در نقش گری هابسون
- شانیسا دیویس ویلیامز در نقش ماریسا کلارک
- فیشر استیونس در نقش چاک فیشمن (فصل ۱–۲؛ مهمان، فصل ۳–۴)
- پنتر، پلا، و کارل در نقش گربه[۱]
- کریستی سوانسون در نقش اریکا پاجت (فصل ۳)
- مایلز جفری در نقش هنری پاجت (فصل ۳)
- بیلی ورلی در نقش پاتریک کویین (فصل ۳–۴)

### تکراری
- ران دین[۲] در نقش کارآگاه ماریون زیک کرامب، کسی که به عنوان متصدی بار گری فعالیت می‌کند
- ویلیام دیون در نقش برنی هابسون، پدر گری، کسی که دیوانهٔ نیوکی است
- تس هارپر در نقش لوئیس هابسون، مادر گری
- کنستانس ماری در نقش کارآگاه تونی بریگاتی
- لوئیس آنتونیو راموس[۳] در نقش میگل دیاز
- مایکل ویلی[۴] در نقش کارآگاه پال آرمسترانگ
- فایووش فینکل در نقش فیل کازاکیان

### ستارگان مهمان
در طول اجرای این مجموعه، نسخهٔ اولیه (در برابر آینده) همچنین بسیاری از ستاره‌های مهمان برجسته از تلویزیون، فیلم‌های بلند و سایر صنایع سرگرمی را به نمایش گذاشت.
از بازیگران مشهور تلویزیونی می‌توان به آنا کلامسکی، فایووش فینکل، فلیسیتی هافمن، کن جنکینز، جین کراکوسکی، لورا لیتون، رابرت دانکن مک‌نیل، سینتیا نیکسون، پائولی پرتی، رابرت پیکاردو و مایکل شنون اشاره کرد.
لوئیس گوست، جونیور، برنده جایزه اسکار، نقش مهمی در قسمت دوم فصل دوم «مدال» داشت.
دیوید ریدلر، ناشر سابق شیکاگو سان تایمز، چندین بار به عنوان ناشر سان تایمز ظاهر شد، روزنامه‌ای که به گری تحویل داده می‌شد، در حالی که راجر ایبرت، منتقد فیلم، نقش خود را به صورت تک‌جلوه به تصویر کشید. تارا لیپینسکی، کولیو، تون لاک، دیک باتکوس، پت اوبراین و مارتینا مک‌براید از دیگر حضورهای افتخاری هستند.

## قسمت‌ها
| فصل | قسمت‌ها | قسمت‌ها | تاریخ اصلی روی آنتن رفتن | تاریخ اصلی روی آنتن رفتن |
| فصل | قسمت‌ها | قسمت‌ها | اولین بار                | آخرین بار                |
| --- | ------ | ------ | ------------------------ | ------------------------ |
| ۱   | ۲۳     | ۲۳     | ۲۸ سپتامبر ۱۹۹۶          | ۱۰ مه ۱۹۹۷               |
| ۲   | ۲۲     | ۲۲     | ۲۷ سپتامبر ۱۹۹۷          | ۲۳ مه ۱۹۹۸               |
| ۳   | ۲۳     | ۲۳     | ۲۶ سپتامبر ۱۹۹۸          | ۱۵ مه ۱۹۹۹               |
| ۴   | ۲۲     | ۲۲     | ۲۵ سپتامبر ۱۹۹۹          | ۲۷ مه ۲۰۰۰               |

### فصل ۱ (۱۹۹۶–۹۷)
فصل اول در مجموع شامل ۲۳ قسمت است که در ابتدا از ۲۸ سپتامبر ۱۹۹۶ تا ۱۷ مه ۱۹۹۷ در ایالات متحده پخش شد.
| شم. کلی                                                       | شم. در فصل | عنوان                      | کارگردان              | نویسنده                                                                                            | تاریخ انتشار اصلی | کد تولید |
| ------------------------------------------------------------- | ---------- | -------------------------- | --------------------- | -------------------------------------------------------------------------------------------------- | ----------------- | -------- |
| ۱                                                             | ۱          | «آزمایشی»                  | Michael Dinner        | داستان : Patrick Q. Page & Vik Rubenfeld & Ian Abrams نمایشنامۀ تلویزیونی : Bob Brush & Ian Abrams | ۲۸ سپتامبر ۱۹۹۶   | ۱۰۰      |
| ستارگان مهمان: فلیسیتی هافمن، Ron Dean، نیل فلین، و مارک وان. |            |                            |                       | |                   |          |
| ۲                                                             | ۲          | «انتخاب»                   | Michael Dinner        | Bob Brush & John Romano                                                                            | ۵ اکتبر ۱۹۹۶      | ۱۰۱      |
| ستارگان مهمان: Ron Dean، ادی جمیسن، و ریا کایهلستد.           |            |                            |                       | |                   |          |
| ۳                                                             | ۳          | «بچه»                      | Randall Zisk          | Bob Brush & Alex Taub                                                                              | ۱۲ اکتبر ۱۹۹۶     | ۱۰۲      |
| ستارگان مهمان: سینتیا نیکسون، جین کراکوسکی، و ریا کایهلستد.   |            |                            |                       | |                   |          |
| ۴                                                             | ۴          | «روزنامه»                  | Michael Nankin        | Bob Brush & John Romano                                                                            | ۱۹ اکتبر ۱۹۹۶     | ۱۰۴      |
| ستاره مهمان: لسلی هوپ                                         |            |                            |                       | |                   |          |
| ۵                                                             | ۵          | «دزد، سگ شهردار را می‌دزدد» | سوزان سایدلمن         | Bob Brush & Robert Rabinowitz & John Romano                                                        | ۲۶ اکتبر ۱۹۹۶     | ۱۰۳      |
| ستارگان مهمان: فایووش فینکل و ماکس رایت                       |            |                            |                       | |                   |          |
| ۶                                                             | ۶          | «بسکتبال»                  | ریک رزنتال            | Bob Brush                                                                                          | ۲ نوامبر ۱۹۹۶     | ۱۰۵      |
| ستارگان مهمان: مایکل وارن و جیمز تولکان.                      |            |                            |                       | |                   |          |
| ۷                                                             | ۷          | «بعد از نیمه شب»           | Michael Toshiyuki Uno | Deborah Joy LeVine                                                                                 | ۹ نوامبر ۱۹۹۶     | ۱۰۶      |
| ستارگان مهمان: پری گیلپین و Ron Dean.                         |            |                            |                       | |                   |          |
| ۸                                                             | ۸          | «اسلحه»                    | جیس الکساندر          | Robert Rabinowitz & Alex Taub                                                                      | ۱۶ نوامبر ۱۹۹۶    | ۱۰۷      |
| ستارگان مهمان: اشلی کرو و میسون گمبل.                         |            |                            |                       | |                   |          |
| ۹                                                             | ۹          | «دوشیزهٔ او پنجشنبه»        | Stephen Cragg         | Jeff Melvoin                                                                                       | ۲۳ نوامبر ۱۹۹۶    | ۱۰۸      |
| ستارگان مهمان: لزلی هوپ و مارک وان.                           |            |                            |                       | |                   |          |
| ۱۰                                                            | ۱۰         | «مرد اشتباه»               | دیوید جونز            | Alex Taub                                                                                          | ۷ دسامبر ۱۹۹۶     | ۱۰۹      |
| ستارگان مهمان: ریا کایهلستد و مارک وان.                       |            |                            |                       | |                   |          |
| ۱۱                                                            | ۱۱         | «کریسمس»                   | Daniel Attias         | Bob Brush                                                                                          | ۲۱ دسامبر ۱۹۹۶    | ۱۱۰      |
| ستارگان مهمان: ام. امت والش، Stanley DeSantis، و Ron Dean.    |            |                            |                       | |                   |          |
| ۱۲                                                            | ۱۲         | «سرمازدگی»                 | Lee Bonner            | Alex Taub & Deborah Joy LeVine & Bob Brush                                                         | ۱۱ ژانویه ۱۹۹۷    | ۱۱۱      |
| ستارگان مهمان: جاناتان توکر و کارولین آرون                    |            |                            |                       | |                   |          |
| ۱۳                                                            | ۱۳         | «زن اوباش»                 | Rick Rosenthal        | Dusty Kay & Norman Morrill & Alex Taub                                                             | ۲۵ ژانویه ۱۹۹۷    | ۱۱۲      |
| ستارگان: پائولی پرتی و نیل فلین.                              |            |                            |                       | |                   |          |
| ۱۴                                                            | ۱۴         | «دیوار: بخش ۱»             | Michael Dinner        | Bob Brush                                                                                          | ۱ فوریه ۱۹۹۷      | ۱۱۳      |
| ستارگان مهمان: Ron Dean و یوزف زومر.                          |            |                            |                       | |                   |          |
| ۱۵                                                            | ۱۵         | «دیوار: بخش ۲»             | James Quinn           | Bob Brush                                                                                          | ۸ فوریه ۱۹۹۷      | ۱۱۴      |
| ستارگان مهمان: Ron Dean and لو راولز.                         |            |                            |                       | |                   |          |
| ۱۶                                                            | ۱۶         | «بت مسترسون»               | Rick Wallace          | Dusty Kay                                                                                          | ۲۲ فوریه ۱۹۹۷     | ۱۱۵      |
| ستارگان مهمان: فیلیپ بوسکو و Ron Dean.                        |            |                            |                       | |                   |          |
| ۱۷                                                            | ۱۷         | «هیئت منصفه»               | Stephen Cragg         | Matt Dearborn                                                                                      | ۸ مارس ۱۹۹۷       | ۱۱۶      |
| ستاره مهمان: مایک استار.                                      |            |                            |                       | |                   |          |
| ۱۸                                                            | ۱۸         | «فال‌گیر»                   | Mel Damski            | Alexander J. Taub & Gina Wendkos                                                                   | ۱۲ آوریل ۱۹۹۷     | ۱۱۷      |
| ستاره مهمان: کتی ناجیمی.                                      |            |                            |                       | |                   |          |
| ۱۹                                                            | ۱۹         | «گربه»                     | Daniel Attias         | Norman Morrill                                                                                     | ۱۳ آوریل ۱۹۹۷     | ۱۱۹      |
| ستارگان مهمان: تالیا بالسام، ماریون روس، و راجر ایبرت         |            |                            |                       | |                   |          |
| ۲۰                                                            | ۲۰         | «شبح در اپرا»              | جن الیازبرگ           | John J. Sakmar & Kerry Lenhart                                                                     | ۱۹ آوریل ۱۹۹۷     | ۱۱۸      |
| ستاره مهمان: آدرین شلی.                                       |            |                            |                       | |                   |          |
| ۲۱                                                            | ۲۱         | «ایمان»                    | John Kretchmer        | Bob Brush                                                                                          | ۲۶ آوریل ۱۹۹۷     | ۱۲۰      |
| ستاره مهمان: رابرت پیکاردو.                                   |            |                            |                       | |                   |          |
| ۲۲                                                            | ۲۲         | «بابا»                     | Randall Zisk          | Alex Taub & Bob Brush                                                                              | ۳ مه ۱۹۹۷         | ۱۲۱      |
| ستاره مهمان: ویلیام دیون.                                     |            |                            |                       | |                   |          |
| ۲۳                                                            | ۲۳         | «عشق کور است»              | مایکل لانگه           | John J. Sakmar & Kerry Lenhart                                                                     | ۱۰ مه ۱۹۹۷        | ۱۲۲      |
| ستاره مهمان: تارا لیپینسکی.                                   |            |                            |                       | |                   |          |

### فصل ۲ (۱۹۹۷–۹۸)
فصل دوم در مجموع شامل ۲۲ قسمت است که در ابتدا از ۲۷ سپتامبر ۱۹۹۷ تا ۲۳ مه ۱۹۹۸ در ایالات متحده پخش شد.
| شم. کلی                                                                                                | شم. در فصل | عنوان                      | کارگردان       | نویسنده                | تاریخ انتشار اصلی | کد تولید |
| --- | ---------- | -------------------------- | -------------- | ---------------------- | ----------------- | -------- |
| ۲۴ | ۱          | «خانه»                     | Mel Damski     | H. Wiggens             | ۲۷ سپتامبر ۱۹۹۷   | 201      |
| ستارگان مهمان: آلکس روکو، لیز وسی، پال دولی.                                                           |            |                            |                |                        |                   |          |
| ۲۵ | ۲          | «مدال»                     | Daniel Attias  | Sean Clark             | ۴ اکتبر ۱۹۹۷      | 203      |
| ستاره مهمان: لوئیس گوست، جونیور                                                                        |            |                            |                |                        |                   |          |
| ۲۶ | ۳          | «عروسی»                    | James Quinn    | Carla Kettner          | ۱۱ اکتبر ۱۹۹۷     | 204      |
| ستارگان مهمان: برایان مک‌نامارا، پیتر برنز، نیل فلین.                                                   |            |                            |                |                        |                   |          |
| ۲۷ | ۴          | «جنی اسلون»                | Gary Nelson    | Alex Taub              | ۱۸ اکتبر ۱۹۹۷     | 202      |
| ستارگان مهمان: روبین لایولی, جان اسپنسر.                                                               |            |                            |                |                        |                   |          |
| ۲۸ | ۵          | «تعدیل نیرو»               | Mel Damski     | Nick Harding           | ۲۵ اکتبر ۱۹۹۷     | 205      |
| ستارگان مهمان: ریچارد گیلیلند و Barbara Howard.                                                        |            |                            |                |                        |                   |          |
| ۲۹ | ۶          | «فرشتگان و شیاطین»         | Gary Nelson    | Sean Cholodenko        | ۱ نوامبر ۱۹۹۷     | 206      |
| ستارگان مهمان: جودی گریر، نیا پیپلز، و وایسلس ریون شانون.                                              |            |                            |                |                        |                   |          |
| ۳۰ | ۷          | «Redfellas»                | John Kretchmer | Carla Kettner          | ۸ نوامبر ۱۹۹۷     | 207      |
| Guest stars: Stephanie Romanov, Mike Nussbaum.                                                         |            |                            |                |                        |                   |          |
| ۳۱ | ۸          | «March in Time»            | Robert Ginty   | Randy Feldman          | ۱۵ نوامبر ۱۹۹۷    | 208      |
| Guest stars: Emile Hirsch and Nick Searcy.                                                             |            |                            |                |                        |                   |          |
| ۳۲ | ۹          | «A Regular Joe»            | Mel Damski     | Jeff Melvoin           | ۲۲ نوامبر ۱۹۹۷    | 209      |
| Guest stars: Dick Butkus, Charles Durning, Emily Procter, Scott Adsit.                                 |            |                            |                |                        |                   |          |
| ۳۳ | ۱۰         | «A Bris is Just a Bris»    | Scott Paulin   | Alex Taub              | ۲۰ دسامبر ۱۹۹۷    | 210      |
| Guest stars: Jessica Hecht, Stephanie March.                                                           |            |                            |                |                        |                   |          |
| ۳۴ | ۱۱         | «A Minor Miracle»          | Jim Charleston | Randy Feldman          | ۱۰ ژانویه ۱۹۹۸    | 212      |
| Guest stars: Bill Nunn, Tim Kazurinsky, John Beasley, Taylor Momsen.                                   |            |                            |                |                        |                   |          |
| ۳۵ | ۱۲         | «Romancing the Throne»     | Gary Nelson    | Carla Kettner          | ۱۷ ژانویه ۱۹۹۸    | 211      |
| Guest stars: Hayley DuMond, Paxton Whitehead, Scott Adsit.                                             |            |                            |                |                        |                   |          |
| ۳۶ | ۱۳         | «Walk, Don't Run»          | Richard Heus   | Sean Clark             | ۲۴ ژانویه ۱۹۹۸    | 213      |
| Guest stars: Don Stark, H. Richard Greene, George Murdock, Mimi Lieber.                                |            |                            |                |                        |                   |          |
| ۳۷ | ۱۴         | «The Return of Crumb»      | Gary Nelson    | Randy Feldman          | ۳۱ ژانویه ۱۹۹۸    | 214      |
| Guest stars: Ron Dean, Michael Shannon.                                                                |            |                            |                |                        |                   |          |
| ۳۸ | ۱۵         | «Mum's the Word»           | John Patterson | Robert Masello         | ۴ آوریل ۱۹۹۸      | 216      |
| Guest stars: Karina Lombard, Brian George, Shaun Toub, Héctor Elizondo, Jayne Brook and Rocky Carroll. |            |                            |                |                        |                   |          |
| ۳۹ | ۱۶         | «Where or When»            | David Grossman | Shannon Dobson         | ۱۱ آوریل ۱۹۹۸     | 215      |
| Guest stars: Ron Dean, Andrew Rothenberg, Caitlin Hart, Alexondra Lee and George D. Wallace.           |            |                            |                |                        |                   |          |
| ۴۰ | ۱۷         | «The Fourth Carpathian»    | Gary Nelson    | Alex Taub              | ۱۸ آوریل ۱۹۹۸     | 217      |
| Guest stars: Ron Dean, William Devane, and Tess Harper.                                                |            |                            |                |                        |                   |          |
| ۴۱ | ۱۸         | «The Quality of Mercy»     | Fisher Stevens | David T. Levinson      | ۲۵ آوریل ۱۹۹۸     | 218      |
| Guest stars: Luis Guzman, John Beasley and Ron Dean.                                                   |            |                            |                |                        |                   |          |
| ۴۲ | ۱۹         | «Show Me the Monet»        | Mel Damski     | Nick Harding           | ۲ مه ۱۹۹۸         | 219      |
| Guest stars: Ian Ogilvy, Sherry Miller.                                                                |            |                            |                |                        |                   |          |
| ۴۳ | ۲۰         | «Don't Walk Away, Renee»   | Gary Nelson    | Sean Clark & Alex Taub | ۹ مه ۱۹۹۸         | 222      |
| Guest stars: William Devane, Tess Harper and Lori Heuring.                                             |            |                            |                |                        |                   |          |
| ۴۴ | ۲۱         | «Hot Time in the Old Town» | Gary Nelson    | Carla Kettner          | ۱۶ مه ۱۹۹۸        | 220      |
| Guest stars: Scott Bryce.                                                                              |            |                            |                |                        |                   |          |
| ۴۵ | ۲۲         | «Second Sight»             | Daniel Attias  | H. Wiggens             | ۲۳ مه ۱۹۹۸        | 221      |
| Guest stars: Ron Dean.                                                                                 |            |                            |                |                        |                   |          |